# Maskerkardinaal
De maskerkardinaal (Paroaria nigrogenis) is een zangvogel uit de familie van de Thraupidae.

## Verspreiding en leefgebied
Deze soort komt voor in oostelijk centraal Colombia, Venezuela en Trinidad.